# ایواکی، آئوموری
ایواکی، آئوموری (به لاتین: Iwaki) یک منطقهٔ مسکونی در ژاپن است که در ناحیه توهوکو واقع شده‌است. ایواکی ۱۱٬۸۶۸ نفر جمعیت دارد.